# 霍斯蒂利安
蓋烏斯·瓦倫斯·霍斯蒂利安努斯·麥西烏斯·昆圖斯（拉丁語：Gaius Valens Hostilianus Messius Quintus，？年—251年11月），英語化作霍斯蒂利安（英語：Hostilian），於251年7月至11月間短暫在任羅馬皇帝。霍斯蒂利安的生年不詳，251年5月在其兄赫伦尼乌斯獲其父德西乌斯陞為奧古斯都的同時受封為凱撒。當德西烏斯與赫倫尼烏斯於是年的阿伯里圖斯戰役中陣亡，加卢斯被擁護為新任皇帝後，霍斯蒂利安隨即獲陞為奧古斯都，成為共治皇帝，之後二人共治了一段時間，直到霍斯蒂利安於251年11月去世為止。他可能死於瘟疫，或是為加盧斯所殺。

## 生平

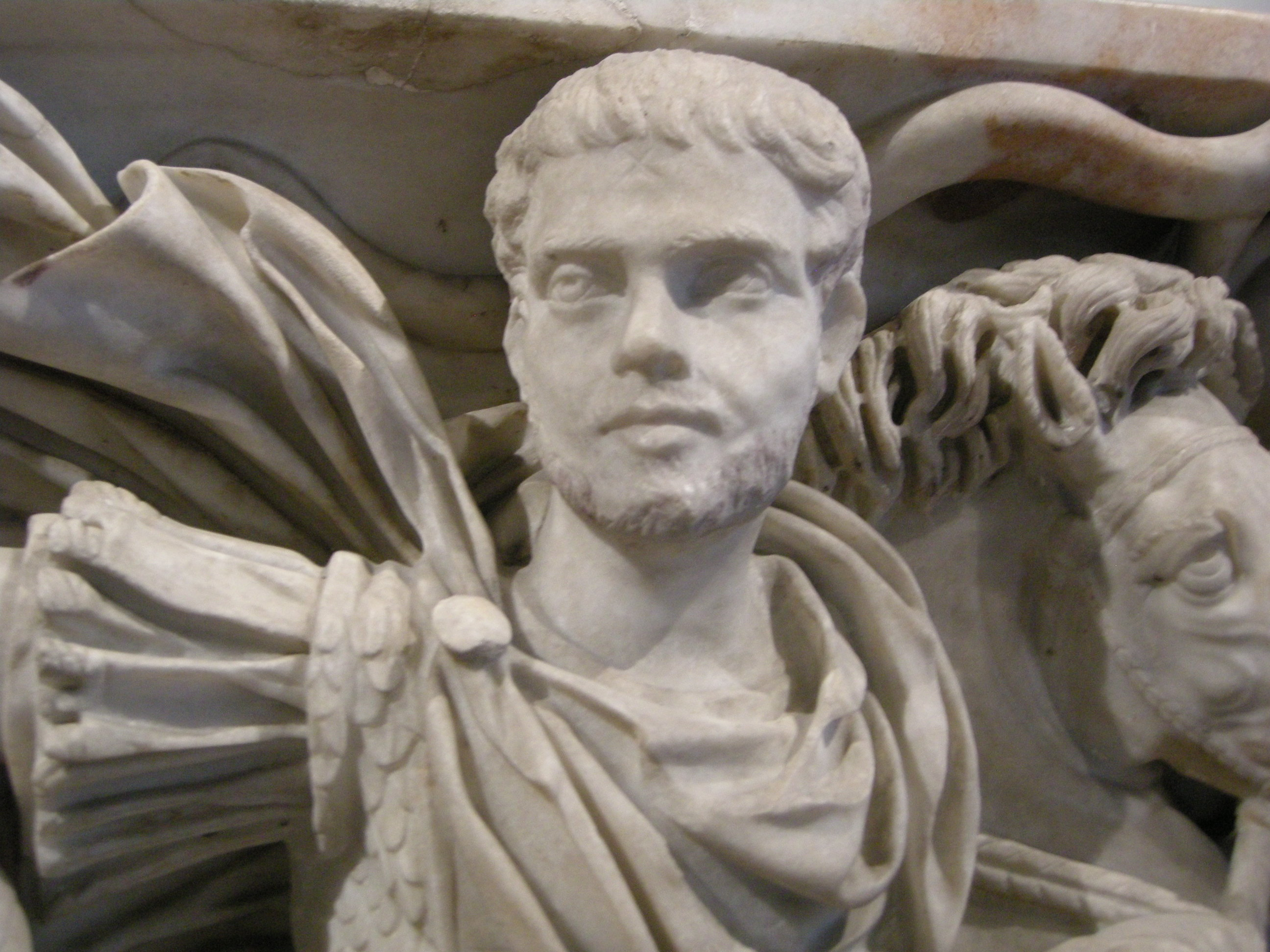
盧多維西戰役石棺上的霍斯蒂利安雕像

霍斯蒂利安的生年不詳，父親為將領德西乌斯，母親則為赫倫尼亞·埃特魯西拉。249年9月，德西烏斯在率兵平亂時獲其軍隊擁立為皇帝，之後他在維洛那戰役中擊殺了時任皇帝阿拉伯人菲利普，獲得元老院承認為其繼任者。251年5月，霍斯蒂利安在其兄赫伦尼乌斯獲德西烏斯陞為奧古斯都的同時受封為凱撒。
251年夏，德西烏斯與赫倫尼烏斯在征討哥特人的阿伯里圖斯戰役中陣亡，後將領加卢斯被軍隊擁護為新任皇帝。為了安撫大眾，他隨即將霍斯蒂利安陞為奧古斯都，成為共治皇帝。二人共治了一段時間，直到霍斯蒂利安於251年11月去世為止。他的死因眾說紛紜，4世紀歷史學家維克多和史書《凱撒編年史》中皆稱他死於瘟疫，不過6世紀歷史學家佐西姆斯則認為他是被加盧斯所殺。

## 貨幣學
為霍斯蒂利安鑄造的奧里斯硬幣共有四種，正面皆鑄其頭像，背面則有玛尔斯向右行走、祭祀用具、墨丘利立像及羅馬手持維多利亞等樣式。